# استیل کوآ کربوکسیلاز
استیل کوآ کربوکسیلاز (انگلیسی: Acetyl-CoA carboxylase)
استیل کوآ کربوکسیلاز (ACC)آنزیمی وابسته به بیوتین است که کربوکسیلاسیون برگشت‌ناپذیر استیل کوآ را به مانولیل کوآ کاتالیز می‌کند. دراین واکنش دو مرحله ای بیوتین کربوکسیلاز (BC)و کربوکسیل ترانسفراز (CT) شرکت دارند. ACC آنزیمی چند واحدی در اغلب پروکاریوتها و در کلروپلاست اکثر گیاهان و جلبکهاست و به عنوان یک آنزیم چند دامینی بزرگ در شبکه آندوپلاسمی اکثریت یوکاریوتها وجود دارد. مهمترین عملکرد ACC فراهم کردن مالونیل کوآ به عنوان سوبسترای تولید اسیدهای چرب است. فعالیت ACC در سطح رونویسی با تعدیل کننده‌های مولکولی کوچک و اصلاحات کوولانت کنترل می‌شود و ژنوم انسانی دو ژن برای دو ACC مختلف شامل ACACA و ACACB در بر دارد.